# Hliňánky
Hliňánky je osada, část obce Struhařov v okrese Benešov. Nachází se asi 3,5 km na jihozápad od Struhařova. Prochází zde silnice II/111. V roce 2009 zde bylo evidováno 5 adres. Hliňánky leží v katastrálním území Skalice u Benešova o výměře 3,79 km².

## Galerie

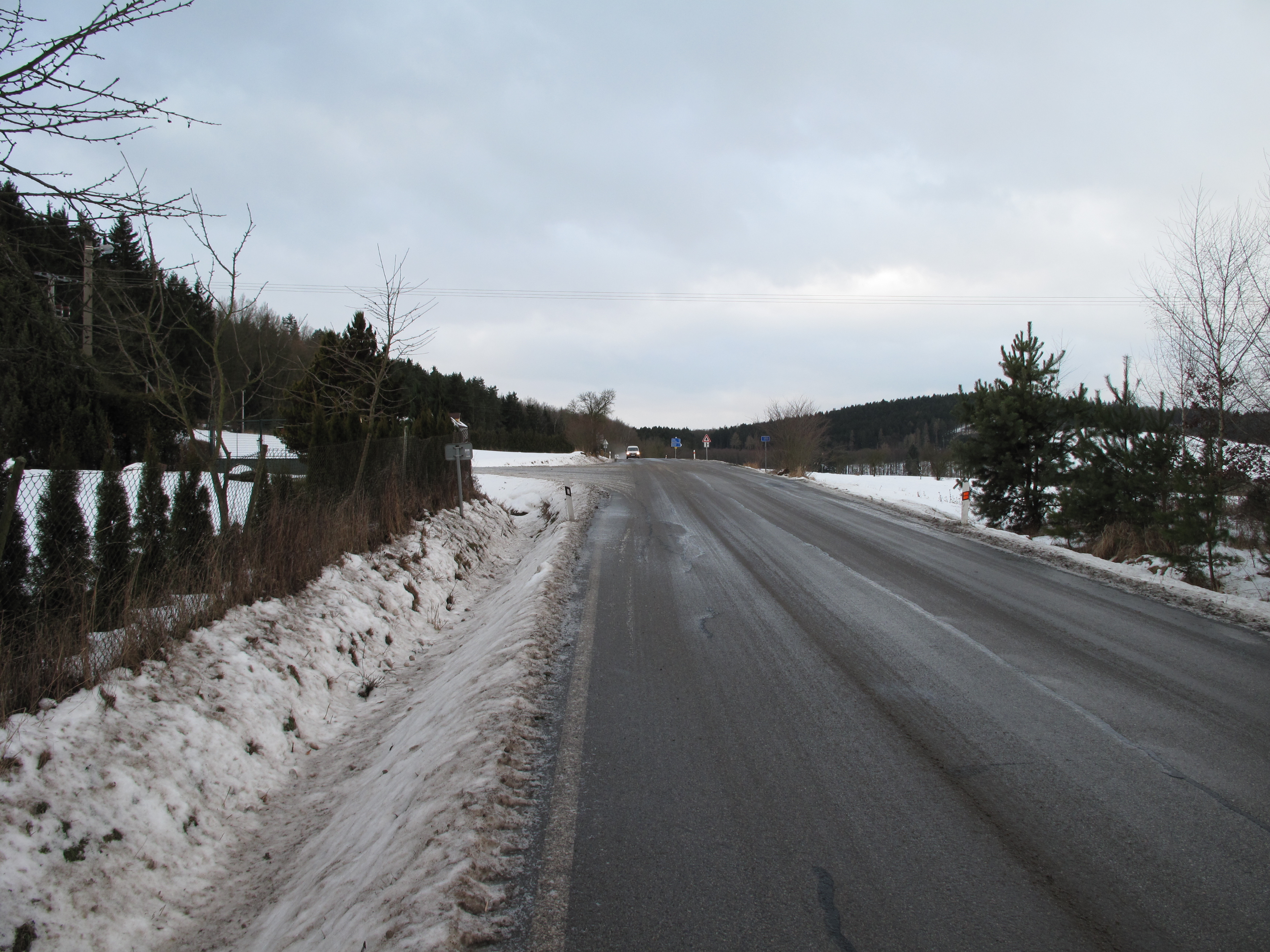
Asfaltka
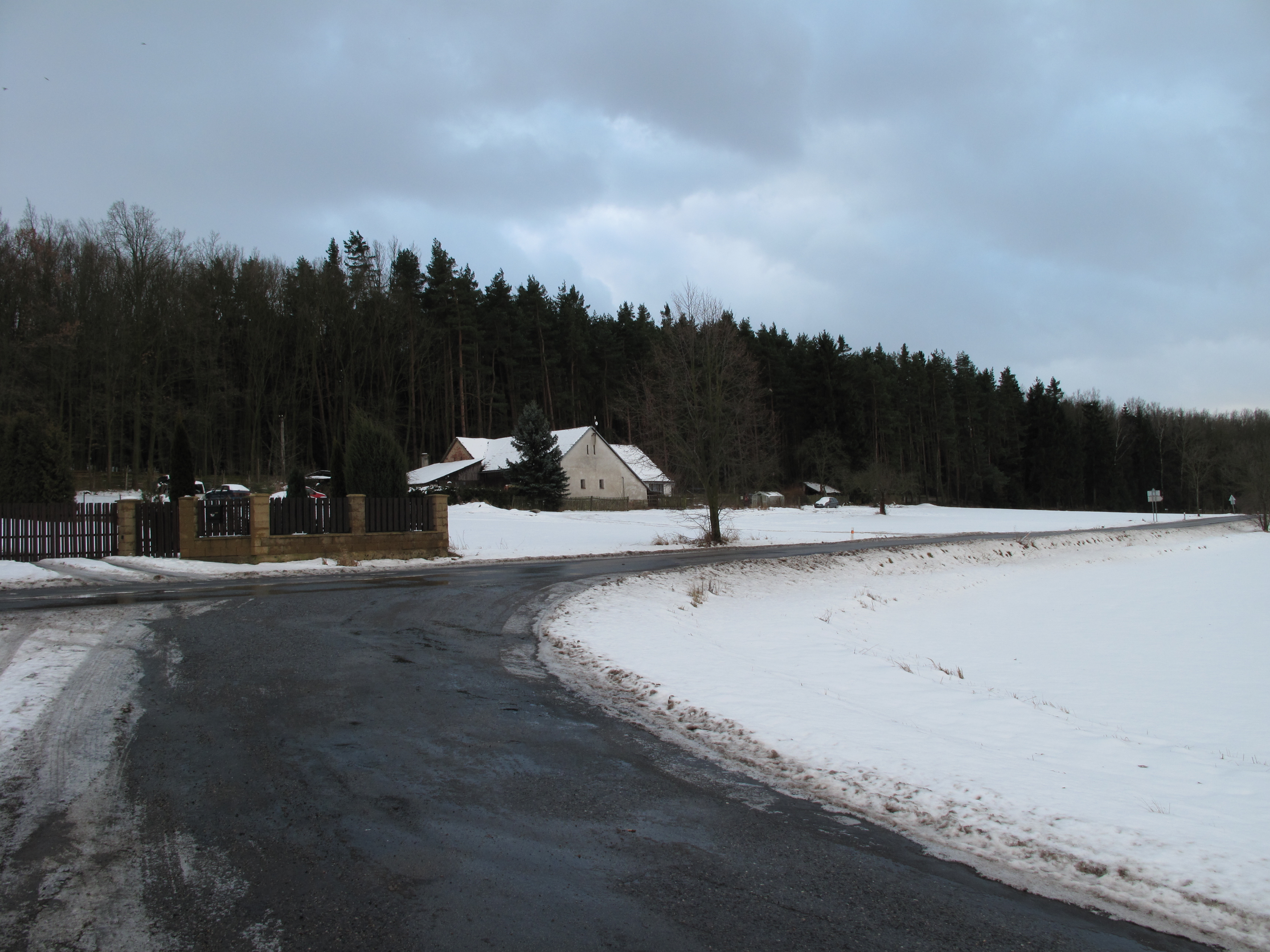
Domy